# Mezalocha (kommunhuvudort)
Mezalocha är en kommunhuvudort i Spanien.   Den ligger i provinsen Provincia de Zaragoza och regionen Aragonien, i den nordöstra delen av landet, 250 km nordost om huvudstaden Madrid. Mezalocha ligger 482 meter över havet och antalet invånare är 287.
Terrängen runt Mezalocha är platt västerut, men österut är den kuperad. Runt Mezalocha är det mycket glesbefolkat, med 6 invånare per kvadratkilometer. Närmaste större samhälle är Cariñena, 15,3 km sydväst om Mezalocha. Omgivningarna runt Mezalocha är i huvudsak ett öppet busklandskap.